# Reprezentacja Azerbejdżanu w futsalu mężczyzn
Reprezentacja Azerbejdżanu w futsalu – zespół futsalowy, biorący udział w imieniu Azerbejdżanu w meczach i sportowych imprezach międzynarodowych, powoływany przez selekcjonera, w którym mogą występować wyłącznie zawodnicy posiadający obywatelstwo azerskie. Za jego funkcjonowanie odpowiedzialny jest Azərbaycan Futbol Federasiyaları Assosiasiyası.

## Udział w mistrzostwach świata
- 1996 – Nie zakwalifikowała się
- 2000 – Nie zakwalifikowała się
- 2004 – Nie zakwalifikowała się
- 2008 – Nie zakwalifikowała się
- 2012 – Nie zakwalifikowała się

## Udział w mistrzostwach Europy
- 1996 – Nie zakwalifikowała się
- 1999 – Nie zakwalifikowała się
- 2001 – Nie zakwalifikowała się
- 2003 – Nie zakwalifikowała się
- 2005 – Nie zakwalifikowała się
- 2007 – Nie zakwalifikowała się
- 2010 – 4. miejsce
- 2012 – 1. runda